# Эдди (гора)
Эдди (англ. Mount Eddy) — горная вершина в Северной Америке.
Находится в Калифорнии, США. Расположена в горах Кламат к западу от вулкана Шаста. Высота горы — 2751 м над уровнем моря.
Гора Эдди является высочайшей вершиной в округе Тринити, девятой по высоте вершиной Калифорнии, и высочайшей вершиной США западнее автодороги I-5. Зимой на горе Эдди выпадает большое количество снега.
Гора названа в честь Нельсона Эдди Харви, который переехал в эти места из штата Нью-Йорк в 1856 году. Позднее он стал успешным владельцем ранчо в долине реки Шаста. Оригинальное название горы на языке Винту — Нам-мел-бе-ле-сас-пам, что означает «западная сияющая гора».